# CoFren
La CoFren S.r.l. (ex Frendo Sud, ex Rutgers) è un'azienda italiana  specializzata nella produzione di pasticche frenanti per treni merci e ad alta velocità. Dal 2005 fa parte della multinazionale americana Wabtec.

## Storia
Fondata nel 1936 nei dintorni di Torino per la produzione di freni per auto, principalmente per la Fiat, nel secondo dopoguerra l'azienda diventa la filiale di una società americana, la Frendo, che opera nello stesso settore. Lo stabilimento viene trasferito nella zona di Pianodardine, ad Avellino, con il nome di Frendo Sud e lavora in gran parte per lo stabilimento dell'Alfa Sud ma nello stesso tempo amplia la produzione di freni per il settore ferroviario.
Alla fine degli anni Ottanta la società viene acquisita dal gruppo tedesco Rutgers, che opera con una sede distaccata a Milano nel settore automotive e in quello ferroviario. Nel 2005 nuovo cambio di proprietà: l'azienda, che prende il nome di CoFren, è rilevata dalla multinazionale americana Wabtec, fornitore globale per l'industria ferroviaria, che la specializza esclusivamente nella produzione  di freni per treni. Diventando negli anni, con poco meno di 150 dipendenti, una eccellenza italiana e uno dei pochi produttori al mondo nel settore fino ad imporsi in Europa nell'alta velocità.